# Daliguéné
Daliguéné est un village du Cameroun situé dans la région de l'Est et le département de la Kadey, à proximité de la frontière avec la République centrafricaine. Il fait partie de l'arrondissement de Batouri.

## Population
En 1966, le village de Daliguéné comptait 484 habitants, principalement Kaka. Lors du recensement de 2005, 568 personnes y étaient dénombrées.